# Гойковаць
45°11′ пн. ш. 15°41′ сх. д. / 45.19° пн. ш. 15.68° сх. д.
Гойковаць (хорв. Gojkovac) — населений пункт у Хорватії, у Карловацькій жупанії у складі громади Цетинград.

## Населення
Населення за даними перепису 2011 року становило 11 осіб.
Динаміка чисельності населення поселення: